# Econophysica
Econophysica Ltd — международная компания, оказывающая услуги крупнейшим мировым игрокам сферы финансовых и банковских услуг.
Компания имеет представительства в крупнейших мировых финансовых центрах: Лондоне, Нью-Йорке, Франкфурте, Сингапуре, Сиднее. Офисы компании расположены в Лондоне, Риге, Томске, Новосибирске.

## Деятельность
Деятельность компании направлена на разработку и валидацию сложных моделей, алгоритмов и программных продуктов для финансовой сферы, поддерживающих комплексные финансовые инструменты и предоставляющих глубокие возможности для анализа состояния портфеля и оценки рисков.
Есоnophysica заключила соглашение о сотрудничестве с ведущими высшими учебными заведениями Томска, в рамках которого компания активно реализует совместные образовательные программы и наукоемкие проекты, а также практики и стажировки для студентов.

## Руководство
Олег Александрович Соловьев — генеральный директор и основатель Econophysica.

## История
Компания основана профессором Соловьевым О. А. 21 августа 2000 года в Соединенном Королевстве Великобритании и Северной Ирландии. В августе того же года в Томске было создано юридическое лицо ООО «Эко-Томск». Основной концепцией Econophysica была разработка новых моделей для финансовой индустрии c использованием идей математической физики. Свою деятельность Econophysica начала с разработки прототипов, которые являлись онлайн-приложениями для оценки сложных производных продуктов, таких как Everest, Roller coaster.
В 2010 году компания стала оказывать услуги в сфере машинного обучения.
В 2015 году компания организовала первую в Сибири конференцию Analytics in Motion, посвященную актуальным вопросам финансовой математики и больших данных. Конференции проводятся два раза в год, с каждым разом собирая все больше слушателей. Analytics in Motion одна из немногих площадок в Томске для обмена опытом, новыми технологиями и идеями в информационной и финансовой сфере.
Компания Econophysica не только организует конференции, но и участвует в качестве спонсора крупных международных конференций, таких как «5th Edition Impact of the Fundamental Review of the Trading Book», для мировых регуляторов, европейских инвестиционных банков и ведущих поставщиков решений для обсуждения вопросов, связанных с требованиями FRTB.
В 2016 году компания запустила Центр Advanced Analytics на восточном побережье США.
4 января 2016 года открыт новый офис в Риге.
2 октября 2017 года открыт офис в Новосибирске. В этом же году была запущена именная стипендиальная программа для Национального исследовательского Томского государственного университета (ТГУ).
Весной 2018 года создана EcoAcademy (ЭкоАкадемия). На базе EcoAcademy открыто новое направления по осуществлению образовательных услуг. В EcoAcademy проводят курсы повышения квалификации в сфере машинного обучения, финансовой математики, управления рисками. Также предоставляются услуги по проведению тренингов, семинаров и консультированию в различных областях деятельности компании Econophysica.
EcoAcademy реализует услуги в сферах:
- Прайсинговые модели в финансах;
- Рисковые модели в финансах;
- Валидация (аудит) математических и эконометрических моделей и их практических реализаций;
- Численные алгоритмы и методы оптимизации;
- Управление рисками и автоматизация процессов;
- Машинное обучение;
- Анализ данных.

В середине октября 2018 года Газпромнефть НТЦ, Econophysica и Томский политехнический университет провели хакатон по Data Science -"Цифровые решения для нефтегазового сектора". Хакатон был организован в рамках форума U-Novus, который ежегодно проходит в Томске в середине октября. Участники хакатона разрабатывали алгоритмы, которые могут быть применены в процессе цифровой трансформации нефтегазовой отрасли.
Компания Econophysica выступила в роли интеллектуального партнера форума. Эксперты компании отвечали на вопросы участников форума, а также участвовали в проведении и организации хакатона.
В апреле 2019 года Econophysica стала образовательным партнером всероссийского нефтегазового чемпионата OilCase, в котором приняли участие команды из десяти регионов России, более 197 команд. Эксперты компании оценили проекты участников, выбрав команду-победителя чемпионата.
В мае того же года компания Econophysica повторно участвовала в форуме, совместно с Газпромнефть НТЦ организовав воркшоп «Разработка системы принятия решений на основе аналитики текста (Natural language processing)». Участники воркшопа, совместно с организаторами, разработали модуль автоматического сбора онтологий, который позволяет собирать информацию об объектах, их свойствах и связях между собой. 